# Астахов (Каменский район)

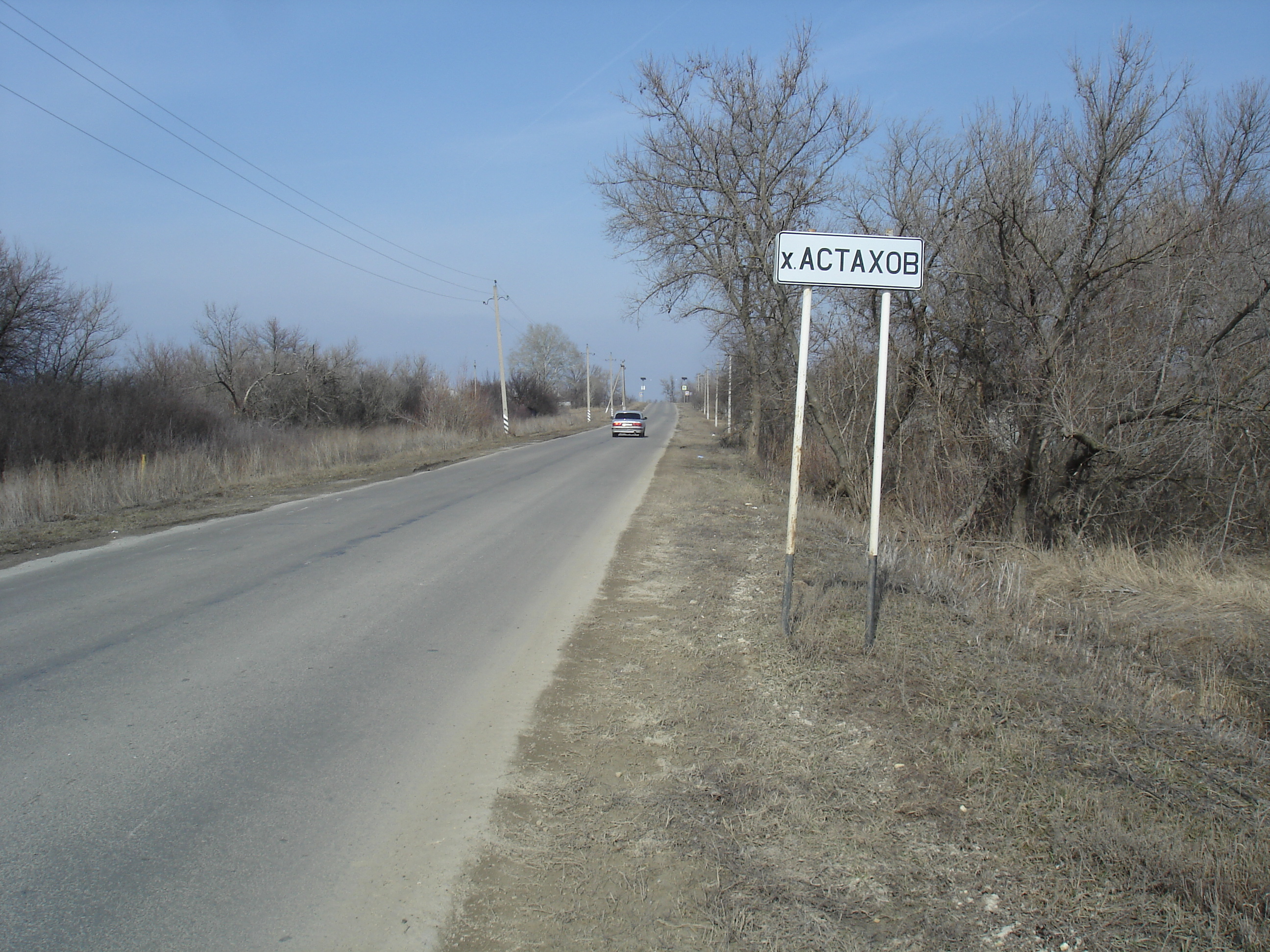
Дорожный указатель хутора

Аста́хов — хутор в Каменском районе Ростовской области.
Входит в состав Астаховского сельского поселения.

## География
Хутор находится в равнинной степной зоне.

## История
Хутор основан в 1874 году под названием Малиновское и был местом поселения Донских казаков. Впоследствии хутор был передан участнику Туркестанской войны майору Валентину Астахову.
Во времена Гражданской войны хутор был местом стычек между местными крестьянами и белогвардейцами. После утверждения советской власти хутор был переименован в Астахов и впоследствии включен в состав Ростовской области.

## Население
| 2010 |
| ---- |
| 884  |

## Улицы
| - ул. Кирова, - ул. Шомахова, - ул. Советская, - ул. Юрия Гагарина, | - пер. Александра Пушкина, - пер. Матросова, - пер. Чкалова, - пер. Шолохова. |

## Транспорт
Хутор доступен автомобильным и железнодорожным транспортом.
Возле хутора находится остановочный пункт Северо-Кавказской железной дороги 1020 км.

## Достопримечательности
На хуторе находится Крестовоздвиженский храм.